# Finlands Artillerimuseum

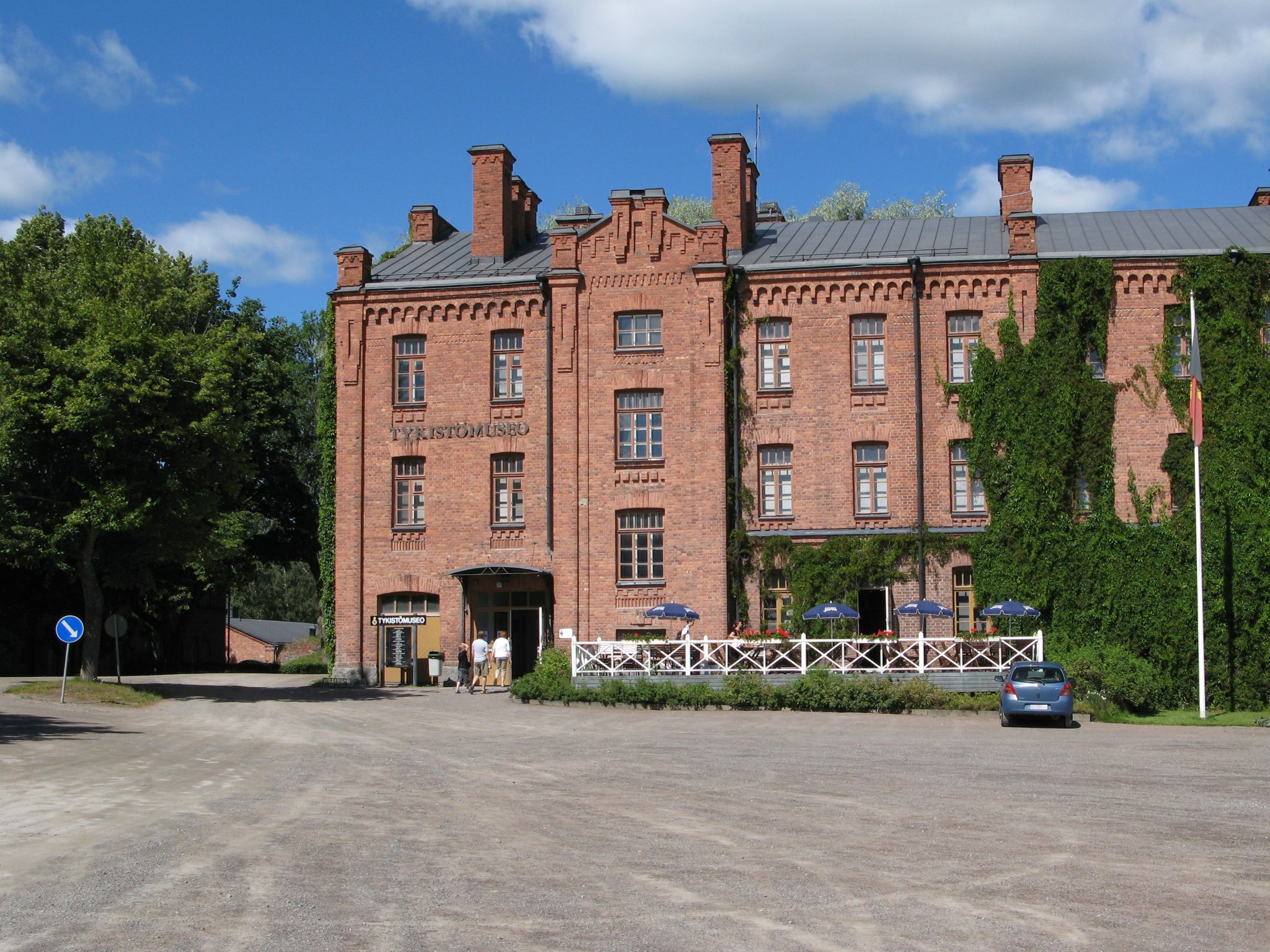
Artillerimuseum i Tavastehus

Finlands Artillerimuseum (fi: Suomen Tykistömuseo) är ett krigshistoriskt specialmuseum, som presenterar Finlands artillerihistoria från 1400-talet till idag. Det ligger i Tavastehus, Finland. Artillerimuseet grundades år 1977.

## Bakgrund och Niinisalo

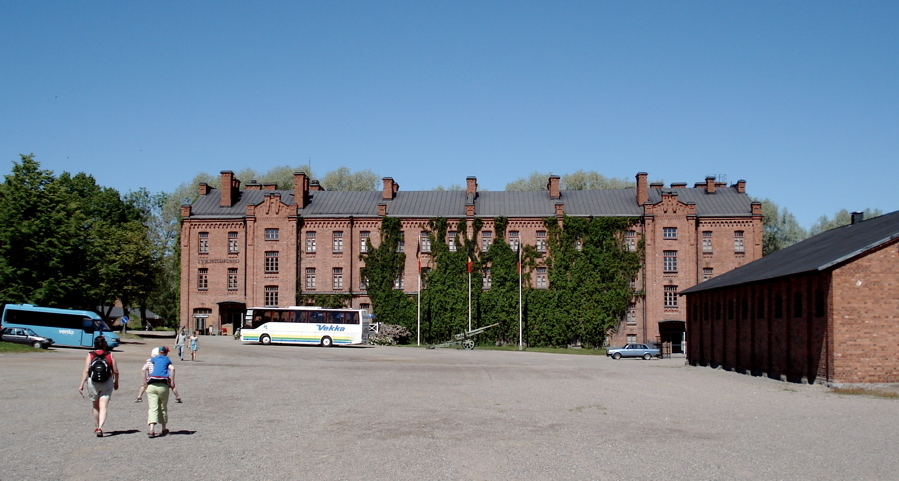
Finska Artillerimuseet

De finska artilleristerna planerade under årtionden ett museum för sitt vapenslag och det ansågs att behovet av det var obestridligt. Det första verkliga steget togs när en speciell fältartilleriutställning öppnades i Krigsmuseet i Helsingfors den 25 maj 1973. Efter övervägande såg man nu en möjlighet att grunda ett eget museum. Den bästa placeringsplatsen för museet tycktes vara någonstans i närheten av en stor fältartillerigarnison. Kankaanpää stad erbjöd ett sådant utrymme i Niinisalo i Saloharju skola som hade blivit tom.

### Museet flyttar till Tavastehus
Snart blev det trångt i museet och läget tycktes också vara för avlägset för turister. Man kände till detta problem redan från början och nu måste man hitta en ny placering för museet. Man vände sig till Tavastehus, en stad mycket besökt av turister. Slottskasernen bredvid Tavastehus slott hade blivit ledig när soldaterna flyttade till nya inkvarteringar i Parolannummi. Artillerimuseet, eller Finlands Artillerimuseum som namnet är från den 1 januari 2004, är förlagt i byggnader som har tjänat många grupper under självständigheten. Museiverket värderar området högt som en traditionell militär miljö, ett minnesmärke från forna tider. Också slottet i närheten har en sekellång historia med artilleriet.

## Utställningar
I Finlands Artillerimuseums utställningar kan man bekanta sig med Finlands artillerihistoria från svenska och ryska tiden, via självständighetskampen och krigsåren 1939-1945 fram till nutiden. Museet består av en huvudbyggnad med tre våningar, gårdsplan och en separat artillerihall på innergården.

## Bottenvåningen
Café Katri ligger i bottenvåningen och där finns också museets basutställningar: 
- 1400-talet
- Begynnelsen av finsk artilleri
- Tiden under svensk regim
- Begynnelse av en ny kanon 1800-talet
- Autonomitiden/Ryska tiden 1809-1917
- Jägarrörelsen
- Inbördeskriget 1918
- Pro Patria - Heder Fosterland salen, som har utmärkelserna av finska krigsveteraner utan hänsyn till militär grad, vapenslag eller försvarsgren
- Multimediaprogrammet Finlands artillerisystem genom tiderna

Där finns också personalhistorien och utmärkelserna av jägargeneral Kaarlo Aleksander Heiskanen, Väinö Valve - den sista jägaren, samt jägaröverstelöjtnanten Ilmari Salovaara.

## Första våningen

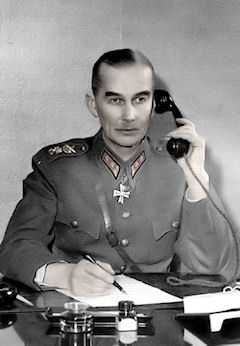
Artillerigeneral Nenonen

På första våningen visas delar om vinterkriget 1939-1940, fortsättningskriget 1941-1944 och Lapplandskriget 1944-1945. Där finns också personalhistorien och utmärkelserna av artillerigeneral Vilho Nenonen, uniformen tillhörande Väinö Myllyniemi - den störste soldaten av sin tid som var 226 cm lång. Där finns också Vattefall sal som visar filmer om kriget.

## Andra våningen
Andra våningen har utställningar över tiden efter andra världskriget. Där finns följande utställningar:
- Krigserfarenheterna bidrar till utvecklingen på 1950 - 1960-talen
- Det hästdragna fältartilleriet på 1950 - 1960-talen
- Kasernlivet
- Utvecklingen av materielen på 1960 - 1980-talen
- Artillerisystemet - elektroniken, vapenteknologin
- Från Tampella till Patria - 70 år av finsk tung vapenindustri
- Tillverkningsprocessen av projektiler
- Soldathem
- Lotta Svärd-organisationen

## Pjäshallen

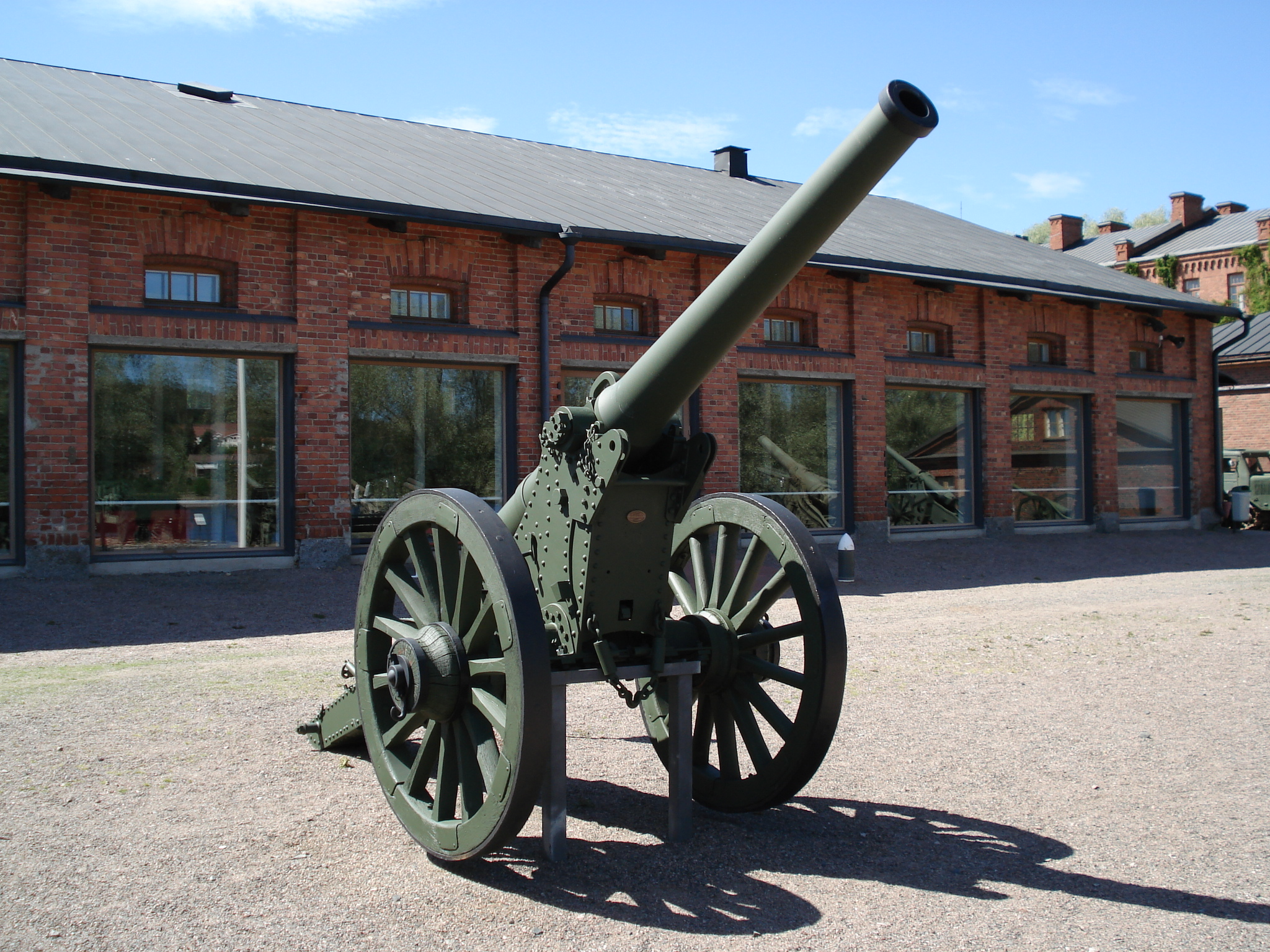
120 K 78-16 framför pjäshallen

I pjäshallen, som byggdes under åren 1910 - 1913 som ett stall, visas de äldsta och mest värdefulla av museets kanoner.

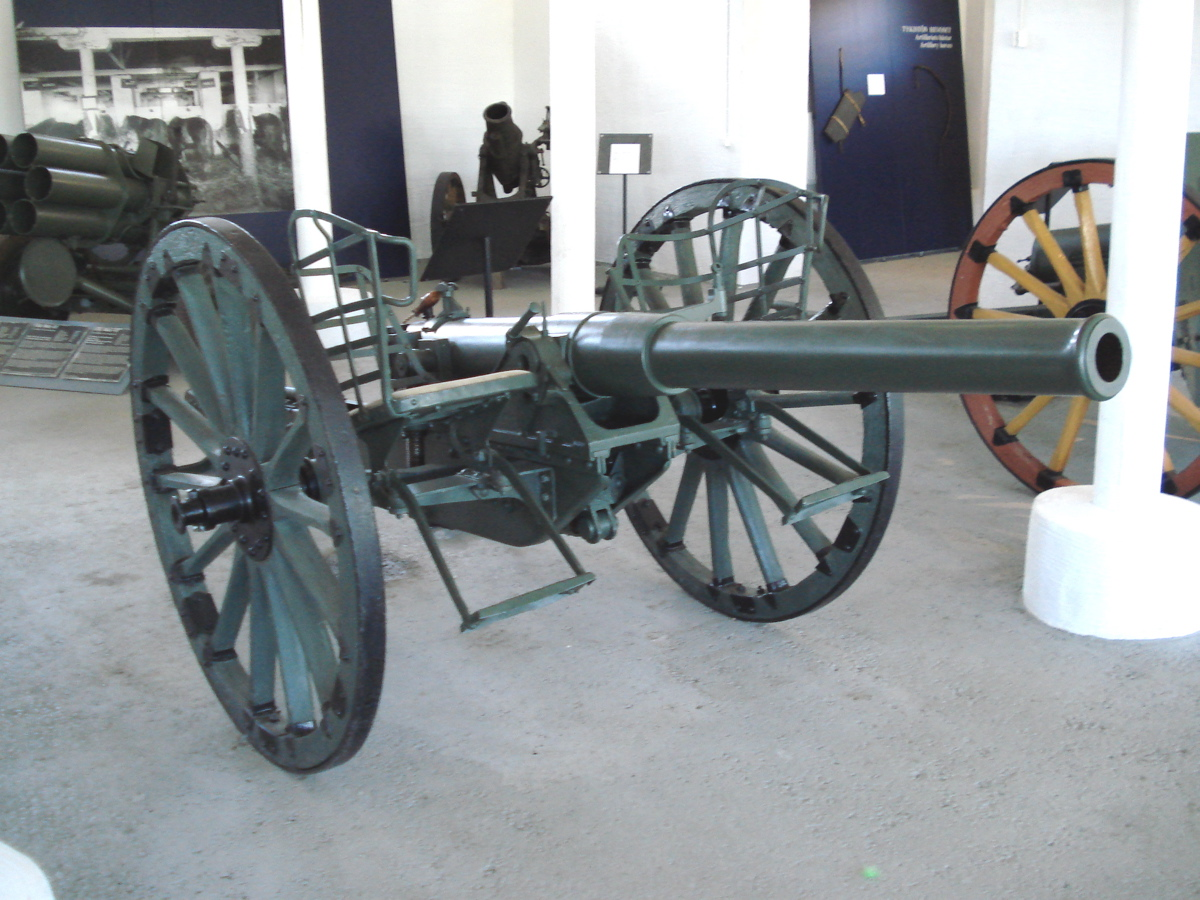
76 K/00
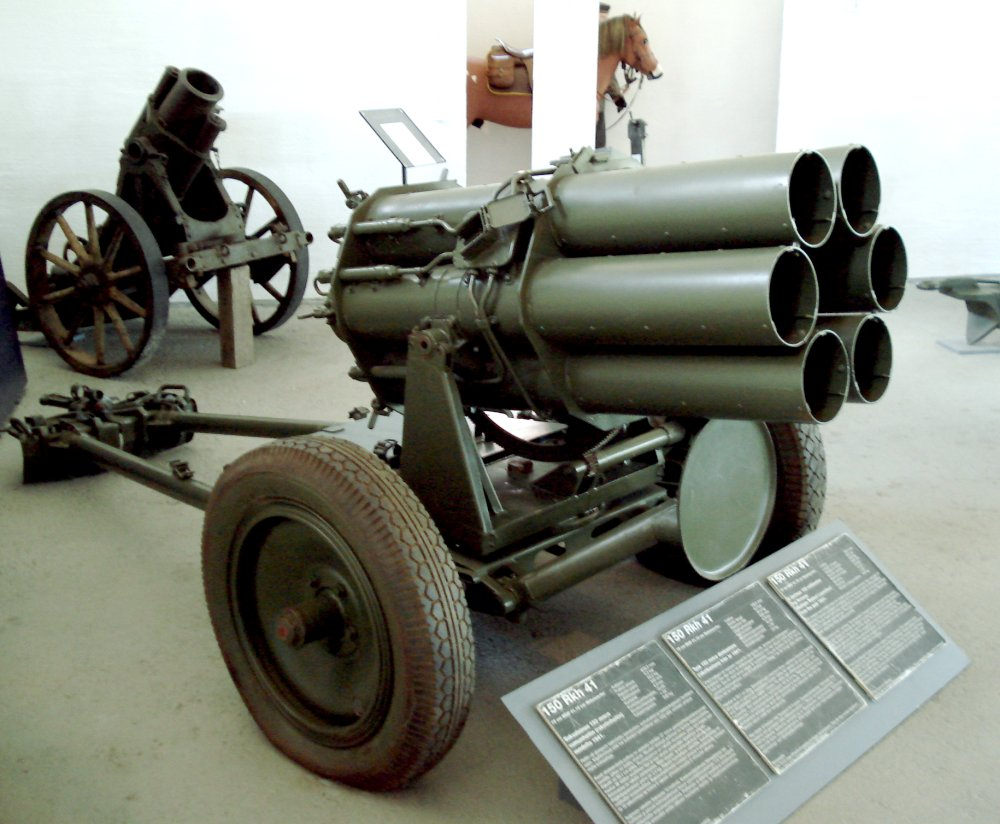
Tyska Nebelwerfer
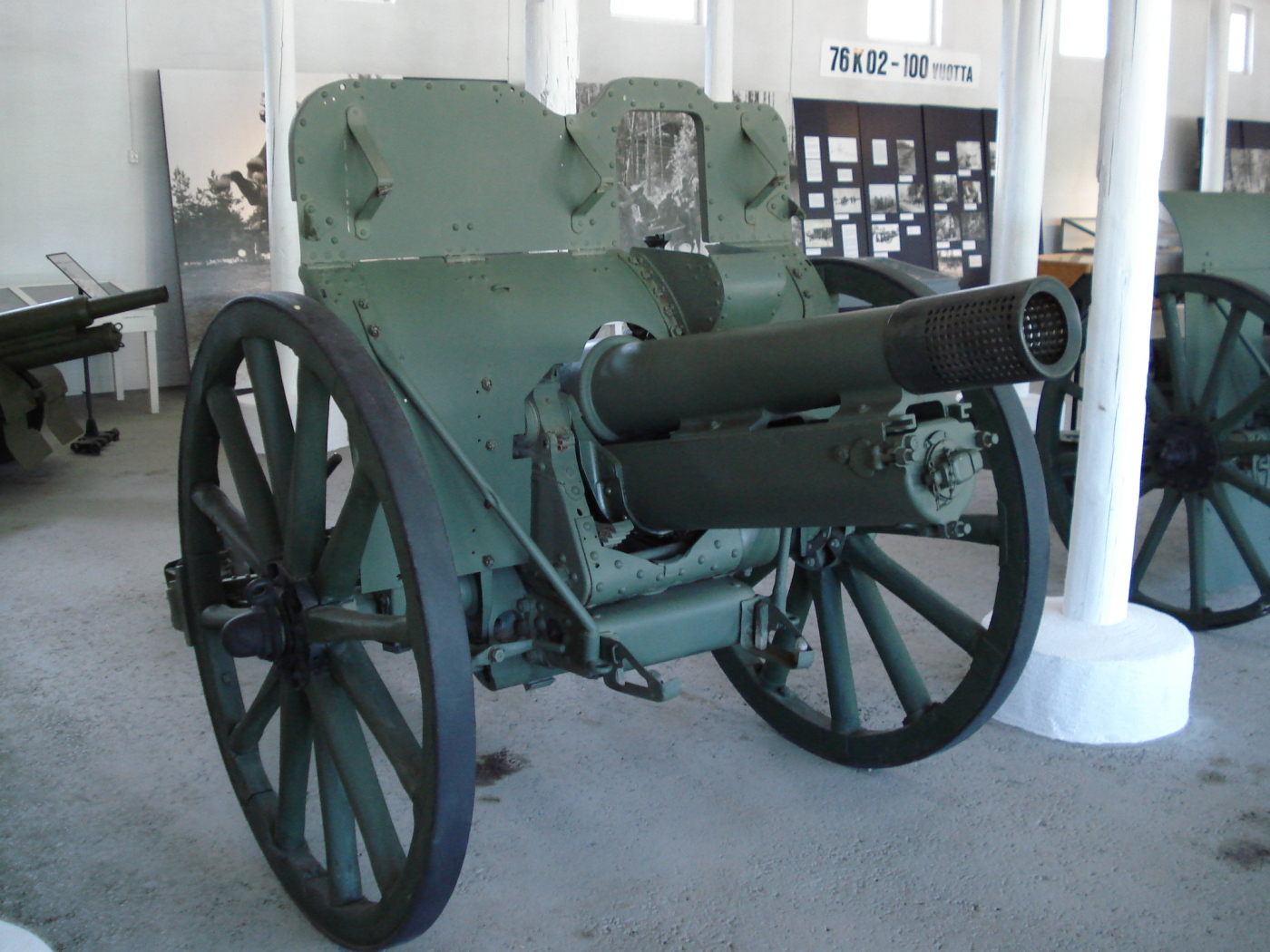
114 mm 4.5 Mk2
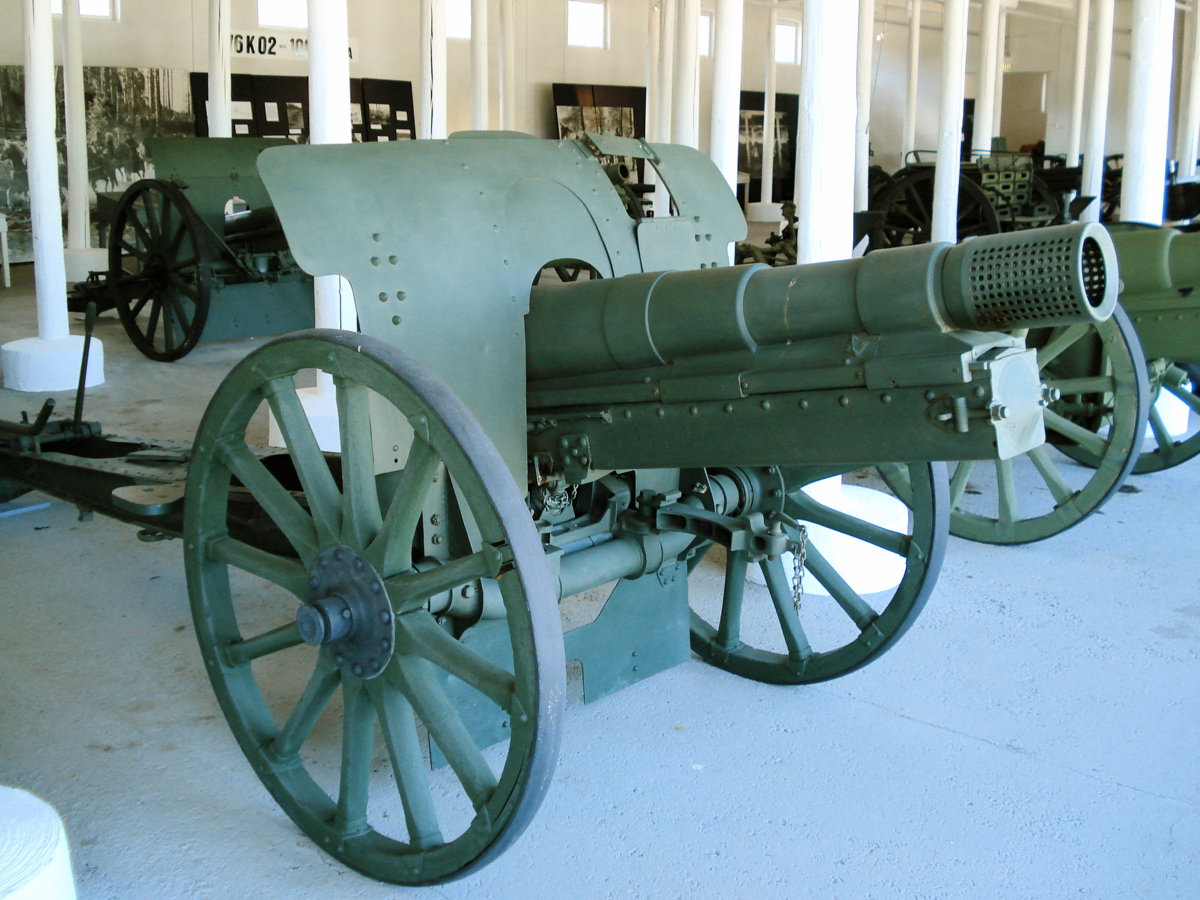
122 mm 09 H 37

## Pjäsgården

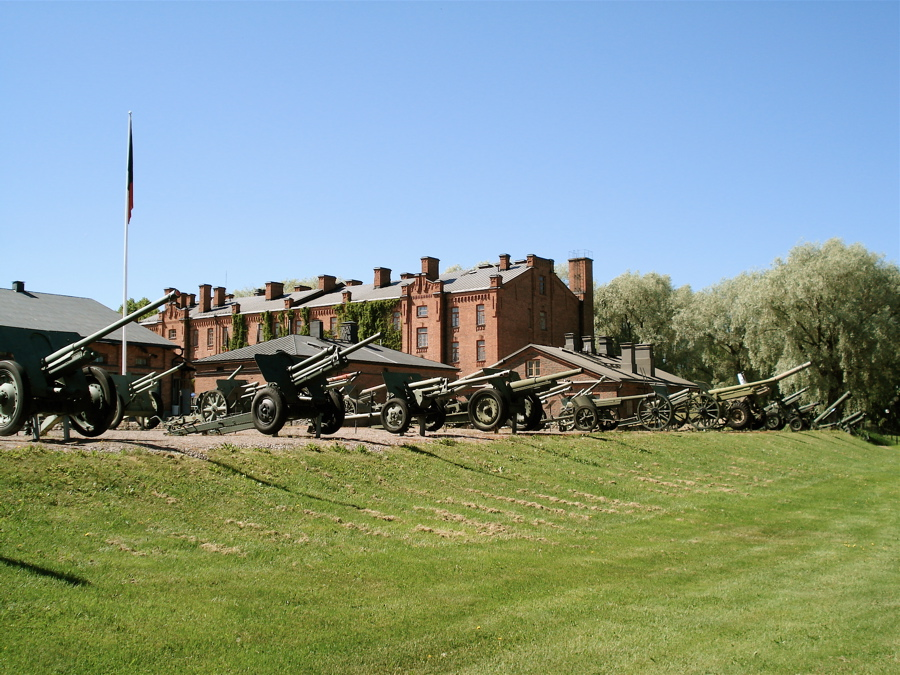
Pjäser på pjäsgården

Pjäsgården har 50 kanoner, i fyra rader, i åldersföljd. De äldsta franska och ryska kanonerna med fast lavett är från 1870-talet, de yngsta från 1960-talet. Alla pjäser här varit i bruk under de senaste krigen. Det är endast ett fåtal kanoner i första raden som har fåtts till skänks från utlandet, och som inte har använts i finska krig. Framför specialutställningsbyggnaden finns några provvapen, som inte har kommit i serieproduktion, bland annat en granatkastare på 300 mm och en raketkastare med fyra rör på 280 mm.

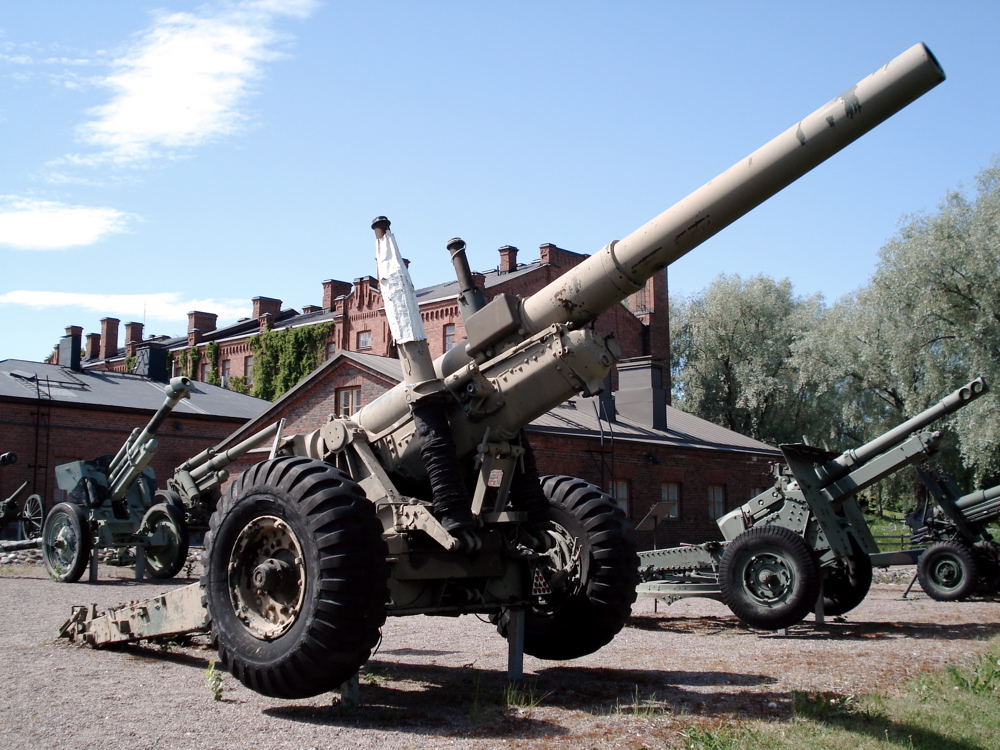
140 KH 39 E
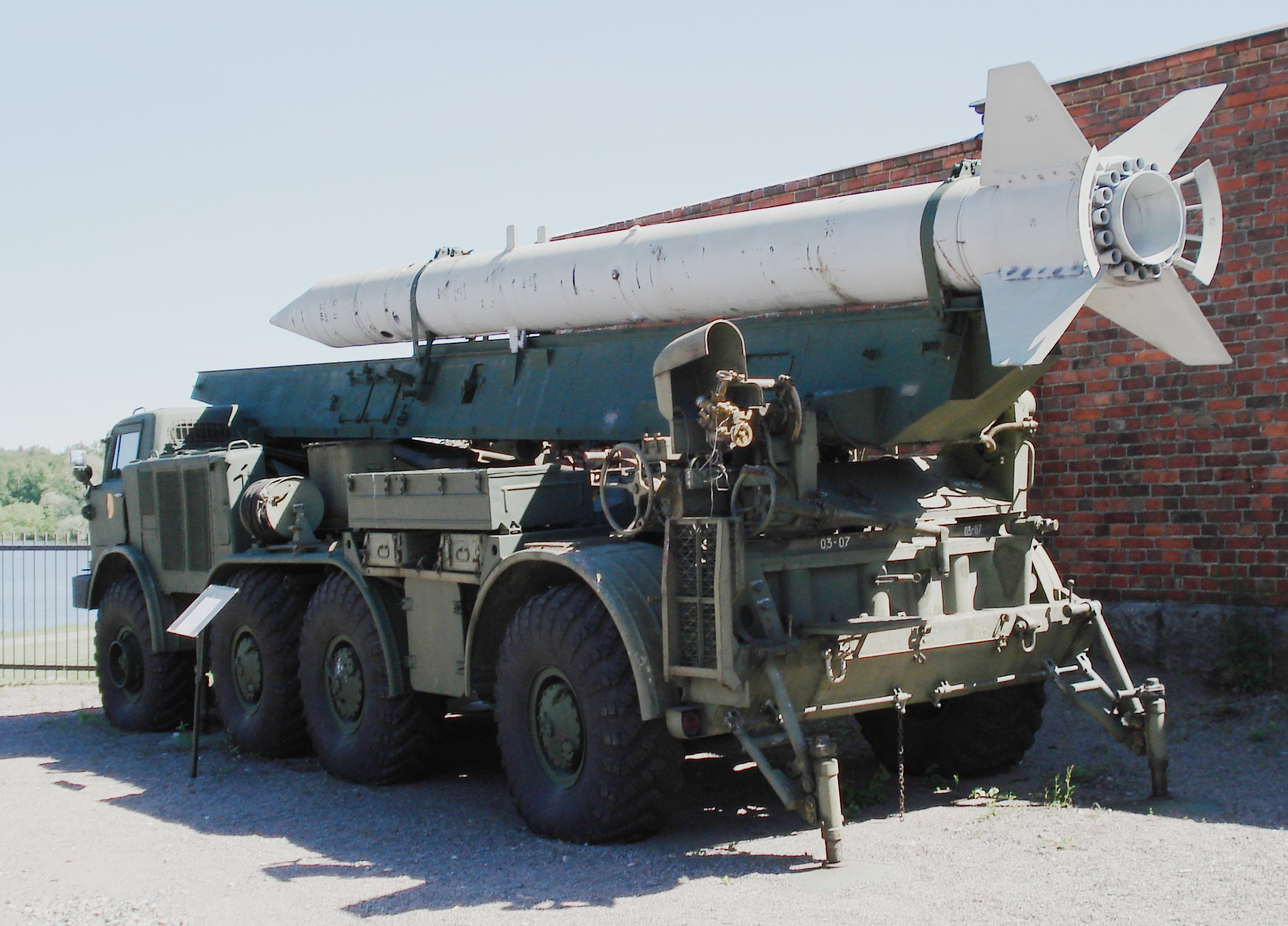
Luna-M
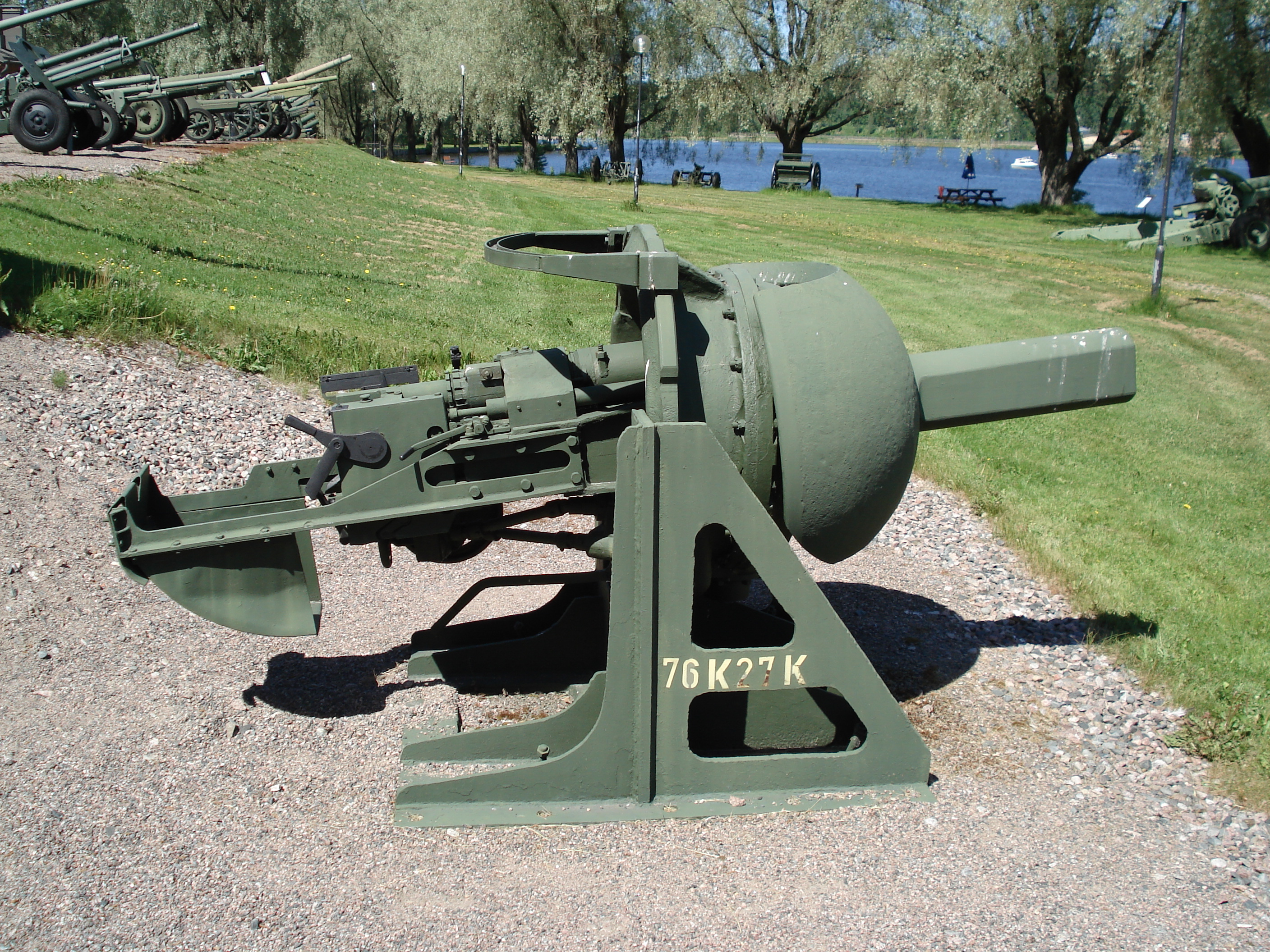
76K27
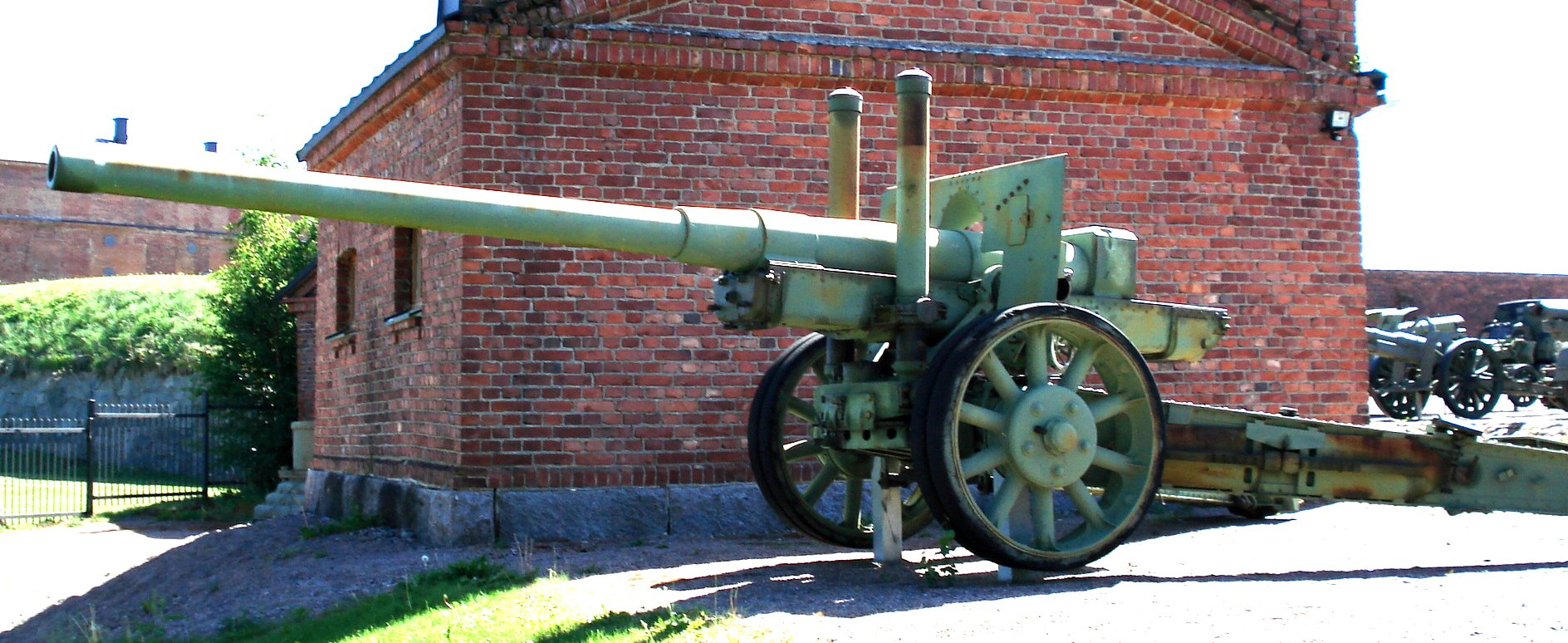
122 mm 122 K 31